# The Insider (serwis internetowy)
The Insider – niezależna gazeta internetowa specjalizująca się w dziennikarstwie śledczym, sprawdzaniu faktów i analizach politycznych. Założona w 2013 roku przez Roman Dobrochotowa – dziennikarza i działacza politycznego, właściciela gazety. Serwis znany jest z demaskowania fake newsów publikowanych z rosyjskich mediach. Redakcja znajduje się w Rydze na Łotwie. Redaktorem naczelnym portalu jest Andris Jansons (Андрис Янсонс). 

## Śledztwa i publikacje
We wrześniu 2018 roku, we współpracy z siecią Bellingcat i programem telewizyjnym BBC NewsnightThe Insider przeprowadził śledztwo, publikując kopie oficjalnych dokumentów Federalnej Służby Migracyjnej Rosji, twierdząc, że wystawia paszport na nazwisko Aleksandra Pietrowa, jednej z osób oskarżonych o otrucie Siergieja i Julii Skripalów w Wielkiej Brytanii, wskazując na jego powiązania z rosyjskimi agencjami wywiadowczymi.
The Insider, wraz z Bellingcat i Der Spiegel, przeprowadził dochodzenie i 30 sierpnia 2019 r. stwierdzili, że zabójstwo byłego dowódcy wojskowego Zelimchana Khangoshvili w Berlinie 23 sierpnia 2019 r. zostało popełnione przez mężczyznę pracującego dla rosyjskich agencji wywiadowczych. 

W 2017 roku Rosja ogłosiła, że pozbyła się całej dostępnej broni chemicznej. W październiku 2020 r., po otruciu Aleksieja Nawalnego bronią chemiczną Nowiczok, wspólne dochodzenie The Insider, Bellingcat, Der Spiegel i Radio Liberty wykazało, że:
Rosja nie tylko nie zniszczyła swojej broni chemicznej, ale nadal ją rozwija i produkuje na potrzeby służb specjalnych – to właśnie odkryliśmy podczas naszych badań, które trwały ponad rok
Dowiedzieli się, jacy naukowcy i struktury rządowe były zaangażowane w rozwój nowiczoka, ich związek między sobą i domniemaną formę, w jakiej użyto broni chemicznej. 
W kwietniu 2020 roku The Insider, Bellingcat i BBC podczas niezależnego śledztwa zidentyfikowały jedną z głównych osób zamieszanych w katastrofę malezyjskiego Boeinga. The Insider powiedział, że wykorzystali technologię porównywania głosu, informacje o podróży i zapisy telefoniczne w celu ustalenia tożsamości osoby.  Dziennikarze skontaktowali się z profesorem Catalinem Grigorasem z National Center for Media Forensics na Uniwersytecie Kolorado i poprosili go o przeprowadzenie analizy nagrań audio, w wyniku czego współczynnik prawdopodobieństwa (LR) wyniósł 94.
W listopadzie 2020 roku The Insider i Bellingcat przeprowadziły wspólne dochodzenie w sprawie tego, w jaki sposób Główny Zarząd Sztabu Generalnego Sił Zbrojnych Federacji Rosyjskiej (GRU) koordynował działania projektu medialnego Bonanza Media, który rozpowszechniał fałszywki o katastrofie malezyjskiego Boeinga we wschodniej Ukrainie. Zespół śledczy powiedział, że szefem projektu był pułkownik GRU Siergiej Czebanow. 
W lutym 2023 dziennikarze śledczy The Insider oraz  Bellingcat wraz z francuską gazetą Le Monde poinformowały, że Auchan oraz Leroy Merlin pod pozorem pomocy humanitarnej miał zaopatrywać rosyjską armię w trakcie jej inwazji na Ukrainę, a także pomagać wojskowym urzędom rekrutacyjnym w wysyłaniu swoich pracowników na front podczas mobilizacji Dziennikarze dotarli do wewnętrznych maili oraz świadków z rosyjskiej filii Auchan, zweryfikowali zdjęcia i filmy publikowane w mediach społecznościowych, które ujawniły proceder.  